# Stare Świerczyny
Stare Świerczyny – wieś w Polsce położona w województwie kujawsko-pomorskim, w powiecie brodnickim, w gminie Bartniczka.

## Podział administracyjny
W latach 1975–1998 miejscowość administracyjnie należała do województwa toruńskiego.

## Demografia
Według Narodowego Spisu Powszechnego (III 2011 r.) liczyły 239 mieszkańców. Są dziewiątą co do wielkości miejscowością gminy Bartniczka.